# 三家镇 (东方市)
三家镇是中华人民共和国海南省东方市下辖的一个镇。

## 行政区划
三家镇下辖以下村级行政区划单位：
三家村、老乡村、玉雄村、官田村、小酸梅村、乐安村、旺老村、红草村、代鸠村、居候村、岭村、窑上村、酸梅村和水东村。